# Acanthonevra unicolor
Acanthonevra unicolor
 es una especie de insecto del género Acanthonevra de la familia Tephritidae del orden Diptera. 

## Historia
Tokuichi Shiraki la describió científicamente por primera vez en el año 1933.